# Aleksej Chomjakov

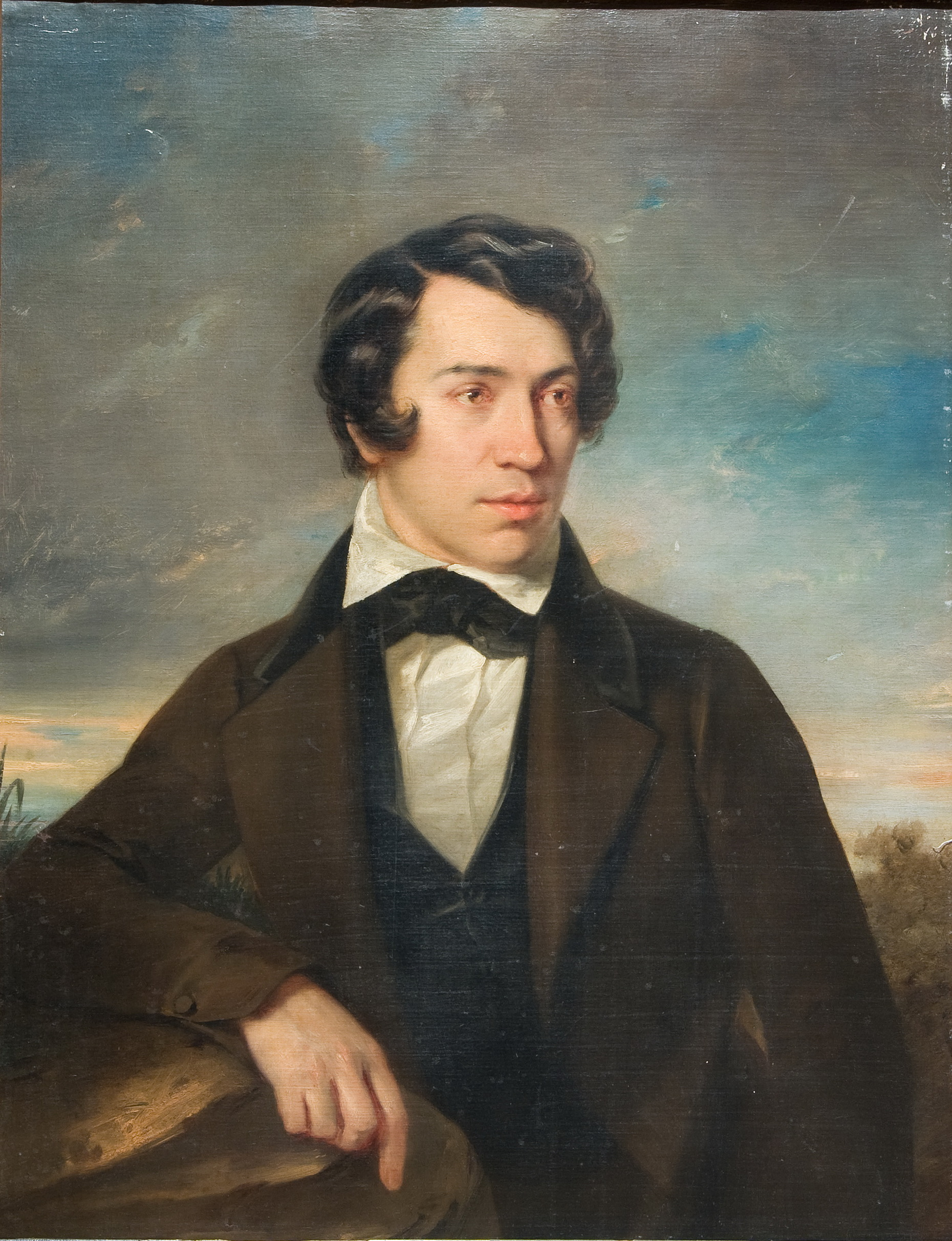
Alexej Chomjakov, zelfportret 1842.

Alexej Stepanovitsj Chomjakov (Russisch: Алексей Степанович Хомяков) (Moskou, 13 mei 1804 – aldaar, 5 oktober 1860) was een Russisch schrijver, dichter, publicist en filosoof, lid van de Academie der Wetenschappen en grondlegger van de Slavofilie.

## Leven en werk
Chomjakov werd geboren aan de Moskouse Grote Ordynkastraat in een oude adellijke familie. Hij volgde diverse studies aan de Lomonosov-Universiteit te Moskou en schreef al snel zonder moeite artikelen in het Frans, Duits en Engels. Nadat hij van 1822 tot 1825 militaire dienst had vervuld, ging hij naar Parijs, waar hij zich bezighield met schilderkunst en het historisch drama Jermak schreef (uitgegeven in 1832). Toen hij in 1826 terugkeerde naar Moskou publiceerde hij diverse hooggeprezen gedichten in diverse literaire tijdschriften.
Van 1828 tot 1829 vocht hij in de Russisch-Turkse oorlog, om zich daarna terug te trekken op zijn landgoed. In 1839 schreef hij daar zijn artikel Over oud en nieuw, waarmee hij de grondslag legde voor de Slavofilie, waarvan hij de idealen ook met veel pathos in zijn gedichten verkondigt: het oude, autocratische, voor-petrische Rusland, de eenheid aller Slaven. Niettegenstaande zijn conservatieve, vaak anachronistische ideeën was Chomjakov voor zijn tijd in andere vraagstukken ook uitermate liberaal, bijvoorbeeld in zijn afwijzing van de doodstraf.
Belangrijke werken die Chomjakov verder in deze periode schreef waren het drama De valse Dimitri (1833) en Bijdrage tot de wereldgeschiedenis (1839). Ook publiceerde hij nog diverse gedichtenbundels.
Chomjakov stierf in 1860 op zijn landgoed aan cholera en werd in Moskou begraven.